# Điện gió Đầm Nại
Điện gió Đầm Nại là nhà máy điện gió xây dựng tại vùng đất thôn Láng Me, xã Bắc Sơn, huyện Thuận Bắc, tỉnh Ninh Thuận.

## Xây dựng - năng suất
Toàn bộ dự án Đầm Nại có tổng công suất lắp máy 40 MW với 16 trụ tua bin, hàng năm cung cấp khoảng 110 triệu kWh điện cho lưới điện quốc gia. Các tua bin lắp đặt trên diện tích 9,6 ha tại vùng tứ giác xã Bắc Sơn, Bắc Phong (huyện Thuận Bắc) và xã Tân Hải, Phương Hải (huyện Ninh Hải).
Giai đoạn 1 của dự án có công suất lắp máy gần 8 MW với 3 turbine gió, khởi công tháng 04/2017, hoàn thành tháng 01/2018..
Giai đoạn 2 khởi công tháng 1/2018.
Dự kiến khoảng tháng 11/2018, toàn bộ 16 turbine của nhà máy điện gió Đầm Nại sẽ đi vào hoạt động.
Turbine gió của hãng Gamesa, mỗi turbine có công suất 2,6 MW, đường kính cánh quạt 114 m, là loại turbine gió lớn nhất Việt Nam hiện nay.
Tên dự án được đặt theo tên đầm Nại nổi tiếng ở huyện Ninh Hải .